# أحمد بن راشد آل مكتوم
الفريق أول الشيخ أحمد بن راشد آل مكتوم من مواليد (12 يوليو 1956)،هو الابن الرابع والأصغر لحاكم دبي الراحل الشيخ راشد بن سعيد آل مكتوم، والأخ الشقيق الأصغر لحاكم إمارة دبي الشيخ محمد بن راشد آل مكتوم.
يشغل منصب نائب رئيس الشرطة والأمن العام في إمارة دبي ورئيس مجموعة أ.ر.م. القابضة ومركز دبي العقاري ورئيس نادي الوصل لكرة القدم في دبي.

## الدراسة والمهنة
تخرج الشيخ أحمد من أكاديمية ساندهيرست العسكرية الملكية في بريطانيا وانضم إلى المنطقة العسكرية الوسطى في دبي (قوة دفاع دبي سابقًا) ليتولّى بعد ذلك قيادتها، حيث عمل على تطويرها لتصبح إحدى القواعد العسكرية الرائدة في الإمارات العربية المتحدة.

## الاهتمامات التجارية
تشمل اهتمامات الشيخ أحمد التجارية مركز دبي العقاري الذي تأسّس في العام 1991. يضم المركز تحت ادارته وتشغيله في إمارة دبي أكثر من 3200 وحدة عقارية سكنية وتجارية وصناعية بالإضافة إلى محلات بيع بالتجزئة.
في عام 2019، تم تأسيس أ.ر.م. القابضة من خلال دمج الأصول للشيخ أحمد تحت مظلة واحدة، لتصبح شركة أ.ر.م. القابضة واحدة من أكبر شركات الاستثمار في دبي، تضم جميع الأصول العقارية للمجموعة بالإضافة إلى الاستثمارات في قطاع الخدمات المالية وقطاعات التعليم والأغذية والمشروبات والعقارات والاتصالات والضيافة.

## الاهتمامات الرياضية
في العام 1960 أسس الشيخ نادي الوصل الرياضي الذي يرأسه، أحد أشهر نوادي بطولات كرة القدم في الإمارات العربية المتحدة. حصل النادي على العديد من الألقاب ويتمتع بشعبية جماهرية كبيرة.
الشيخ أحمد هو من أبرز الشخصيات التي أنشأت وأطلقت نادي دبي الدولي للرياضات البحرية وكان أول رئيس له في عام 1988. والنادي هوالأول في الشرق الأوسط وأفريقيا ليكون عضواً في الاتحاد الدولي للزوارق السريعة.

## الفروسية
أنشأ الشيخ أحمد مضمار جبل علي بهدف تعزيز رياضة سباق الخيل في الإمارات العربية المتحدة، كما أسس مجلة العاديات وساهم في أطلاق نادي دبي لسباق الخيل لدعم مجتمع الفروسية. وساعد سموه وفريقه في تطوير أنظمة وقواعد أخرى لسباقات الخيل.
حقق سموّه فوزه الأول في العام 1982 عندما فاز حصانه الأول وصل بسباقيْ 2000 جينز الإيرلندي وغرافين ستيكس. كما فازت الخيول الأخرى المملوكة للشيخ أحمد بسباقات عدة في 1000 جينز والأوكس الإيرلندي وسانت ليجرالإيرلندي ودوهرست ستيكس وغولد كاب ودبي جولدن شاهين و2000 جينز الإماراتي وديربي الإيطالي وبرنس أوف ويلز ستيكس وكورال اكليبس ستيكس وبريتي بولي ستيكس والملكة إليزابيث ستيكس في أستراليا. ويعد الفحل متوتو من أفضل الخيول وأكثرها شهرة التي امتلكها سموه، حيث فاز بسبعة سباقات من أصل عشرة طوال مسيرته في سباقات الخيول التي استمرت بين عامي 1985 و 1988، أبرزها سباقي الملك جورج السادس والملكة إليزابيث ستيكس في العام 1988.